# Llista de topònims de Tivenys
Llista de topònims (noms propis de lloc) del municipi de Tivenys, al Baix Ebre
Informació actualitzada per un bot. Els canvis manuals es perdran quan s'actualitzi!

## corral
| imatge | Nom                    | Ubicat a | instància de   | Detalls | coordenades                                                          | Protecció | Commons (més fotos) | Dades a WD                    |
| ------ | ---------------------- | -------- | -------------- | ------- | -------------------------------------------------------------------- | --------- | ------------------- | ----------------------------- |
|        | corral de Cabanes      | Tivenys  | corral edifici |         | 40° 55′ 34″ N, 0° 31′ 11″ E / 40.9261578094694°N,0.519735954124365°E |           |                     | Modifica les dades a Wikidata |
|        | corral de Castelles    | Tivenys  | corral edifici |         | 40° 54′ 13″ N, 0° 31′ 55″ E / 40.9035244230776°N,0.531978873292662°E |           |                     | Modifica les dades a Wikidata |
|        | corral de Flores       | Tivenys  | corral edifici |         | 40° 54′ 42″ N, 0° 34′ 52″ E / 40.9117362966627°N,0.581136300755002°E |           |                     | Modifica les dades a Wikidata |
|        | corral de Mancebo      | Tivenys  | corral edifici |         | 40° 55′ 51″ N, 0° 32′ 30″ E / 40.9307892294037°N,0.541676505197877°E |           |                     | Modifica les dades a Wikidata |
|        | corral de Murtero      | Tivenys  | corral edifici |         | 40° 55′ 49″ N, 0° 33′ 28″ E / 40.930175595158°N,0.557720400426263°E  |           |                     | Modifica les dades a Wikidata |
|        | corral de Murtero      | Tivenys  | corral edifici |         | 40° 56′ 42″ N, 0° 33′ 39″ E / 40.9450597651367°N,0.560901808260722°E |           |                     | Modifica les dades a Wikidata |
|        | corral de Nelo         | Tivenys  | corral edifici |         | 40° 54′ 31″ N, 0° 31′ 17″ E / 40.9085507096225°N,0.521498514227098°E |           |                     | Modifica les dades a Wikidata |
|        | corral de Pataquil     | Tivenys  | corral edifici |         | 40° 55′ 24″ N, 0° 33′ 14″ E / 40.9233461524912°N,0.553803823135207°E |           |                     | Modifica les dades a Wikidata |
|        | corral de Pere Marc    | Tivenys  | corral edifici |         | 40° 55′ 37″ N, 0° 30′ 53″ E / 40.9270779626443°N,0.514784984628428°E |           |                     | Modifica les dades a Wikidata |
|        | corral de Perets       | Tivenys  | corral edifici |         | 40° 54′ 18″ N, 0° 35′ 48″ E / 40.9049563663746°N,0.596757522817638°E |           |                     | Modifica les dades a Wikidata |
|        | corral de Porres       | Tivenys  | corral edifici |         | 40° 54′ 42″ N, 0° 35′ 57″ E / 40.9117900757434°N,0.599217010608966°E |           |                     | Modifica les dades a Wikidata |
|        | corral de Punt Rodó    | Tivenys  | corral edifici |         | 40° 55′ 35″ N, 0° 30′ 24″ E / 40.9264256570037°N,0.506686538435508°E |           |                     | Modifica les dades a Wikidata |
|        | corral de Reverter     | Tivenys  | corral edifici |         | 40° 55′ 24″ N, 0° 32′ 03″ E / 40.9233596560524°N,0.534150073061264°E |           |                     | Modifica les dades a Wikidata |
|        | corral de Seto         | Tivenys  | corral edifici |         | 40° 56′ 00″ N, 0° 34′ 22″ E / 40.9332560791041°N,0.572643023723225°E |           |                     | Modifica les dades a Wikidata |
|        | corral de Tanaro       | Tivenys  | corral         |         | 40° 54′ 15″ N, 0° 33′ 19″ E / 40.904054923718°N,0.55518001887752°E   |           |                     | Modifica les dades a Wikidata |
|        | corral de Traval       | Tivenys  | corral edifici |         | 40° 55′ 46″ N, 0° 32′ 44″ E / 40.9294939212265°N,0.54556054769133°E  |           |                     | Modifica les dades a Wikidata |
|        | corral de l'Albardassa | Tivenys  | corral edifici |         | 40° 55′ 16″ N, 0° 33′ 45″ E / 40.9211413709317°N,0.56239931944039°E  |           |                     | Modifica les dades a Wikidata |
|        | corral de l'Esteller   | Tivenys  | corral edifici |         | 40° 54′ 24″ N, 0° 35′ 44″ E / 40.9066322133185°N,0.595485859379845°E |           |                     | Modifica les dades a Wikidata |
|        | corral de la Guíria    | Tivenys  | corral edifici |         | 40° 54′ 58″ N, 0° 36′ 04″ E / 40.9162437782515°N,0.601145598878306°E |           |                     | Modifica les dades a Wikidata |
|        | corral del Bitxac      | Tivenys  | corral edifici |         | 40° 54′ 22″ N, 0° 33′ 31″ E / 40.9060903869409°N,0.558571635182709°E |           |                     | Modifica les dades a Wikidata |
|        | corral del Moreno      | Tivenys  | corral edifici |         | 40° 54′ 40″ N, 0° 30′ 51″ E / 40.9111472969094°N,0.514087815862025°E |           |                     | Modifica les dades a Wikidata |
|        | corral dels Caçadors   | Tivenys  | corral edifici |         | 40° 54′ 32″ N, 0° 31′ 02″ E / 40.9090165306751°N,0.517195147034945°E |           |                     | Modifica les dades a Wikidata |

## cova
| imatge | Nom                | Ubicat a | instància de | Detalls | coordenades                                                          | Protecció | Commons (més fotos) | Dades a WD                    |
| ------ | ------------------ | -------- | ------------ | ------- | -------------------------------------------------------------------- | --------- | ------------------- | ----------------------------- |
|        | cova de Bilaro     | Tivenys  | cova         |         | 40° 55′ 56″ N, 0° 35′ 31″ E / 40.9321821278353°N,0.59186323633115°E  |           |                     | Modifica les dades a Wikidata |
|        | cova de Pino Verde | Tivenys  | cova         |         | 40° 56′ 20″ N, 0° 32′ 08″ E / 40.9388218273035°N,0.535689053102565°E |           |                     | Modifica les dades a Wikidata |
|        | cova de Vilaro     | Tivenys  | cova         |         | 40° 55′ 53″ N, 0° 35′ 35″ E / 40.931489120542°N,0.593182962294713°E  |           |                     | Modifica les dades a Wikidata |
|        | cova de la Taia    | Tivenys  | cova         |         | 40° 55′ 16″ N, 0° 34′ 46″ E / 40.9211499829699°N,0.579474842245625°E |           |                     | Modifica les dades a Wikidata |
|        | cova del Mas       | Tivenys  | cova         |         | 40° 53′ 55″ N, 0° 29′ 55″ E / 40.8985471567047°N,0.498724534049776°E |           |                     | Modifica les dades a Wikidata |
|        | cova del Racó Roig | Tivenys  | cova         |         | 40° 54′ 54″ N, 0° 34′ 40″ E / 40.9149073911749°N,0.577731664624448°E |           |                     | Modifica les dades a Wikidata |
|        | cova del Xut       | Tivenys  | cova         |         | 40° 54′ 21″ N, 0° 30′ 46″ E / 40.9058400942119°N,0.512743343877196°E |           |                     | Modifica les dades a Wikidata |

## edifici
| imatge | Nom                                  | Ubicat a | instància de | Detalls                       | coordenades | Protecció                                  | Commons (més fotos)                  | Dades a WD                    |
| ------ | ------------------------------------ | -------- | ------------ | ----------------------------- | --- | ------------------------------------------ | ------------------------------------ | ----------------------------- |
|        | Antiga Fàbrica de Farina de González | Tivenys  | edifici      | Estil: arquitectura eclèctica | 40° 55′ 18″ N, 0° 29′ 48″ E / 40.921538°N,0.496638°E ca:Encluses de l'Assut de Tivenys                               | bé integrant del patrimoni cultural català | Antiga Fàbrica de Farina de González | Modifica les dades a Wikidata |
|        | Pou-cisterna de l'ermita del Carme   | Tivenys  | edifici      | Estil: arquitectura popular   | 40° 54′ 41″ N, 0° 30′ 58″ E / 40.911483°N,0.516052°E ca:Al costat de l'ermita del Carme. Accés des del camí de Cardó | bé integrant del patrimoni cultural català |                                      | Modifica les dades a Wikidata |

## església
| imatge | Nom                              | Ubicat a | instància de | Detalls                     | coordenades                                        | Protecció                                  | Commons (més fotos)              | Dades a WD                    |
| ------ | -------------------------------- | -------- | ------------ | --------------------------- | -------------------------------------------------- | ------------------------------------------ | -------------------------------- | ----------------------------- |
|        | Mare de Déu del Carme de Tivenys | Tivenys  | església     | Estil: arquitectura barroca | 40° 54′ 59″ N, 0° 30′ 59″ E / 40.9165°N,0.516325°E | bé integrant del patrimoni cultural català | Mare de Déu del Carme de Tivenys | Modifica les dades a Wikidata |
|        | Sant Isidre de Tivenys           | Tivenys  | església     | Estil: arquitectura gòtica  | 40° 54′ 26″ N, 0° 30′ 44″ E / 40.9072°N,0.512274°E | bé integrant del patrimoni cultural català |                                  | Modifica les dades a Wikidata |
|        | Sant Miquel de Tivenys           | Tivenys  | església     | Estil: arquitectura barroca | 40° 54′ 27″ N, 0° 30′ 45″ E / 40.9075°N,0.512566°E | bé cultural d'interès local                | Sant Miquel de Tivenys           | Modifica les dades a Wikidata |

## font
| imatge | Nom                   | Ubicat a | instància de | Detalls | coordenades                                                          | Protecció | Commons (més fotos) | Dades a WD                    |
| ------ | --------------------- | -------- | ------------ | ------- | -------------------------------------------------------------------- | --------- | ------------------- | ----------------------------- |
|        | font d'Aigua Viula    | Tivenys  | font         |         | 40° 54′ 20″ N, 0° 31′ 54″ E / 40.905496680092°N,0.53172477767585°E   |           |                     | Modifica les dades a Wikidata |
|        | font de Calces        | Tivenys  | font         |         | 40° 56′ 43″ N, 0° 33′ 51″ E / 40.9452003087221°N,0.564139606520784°E |           |                     | Modifica les dades a Wikidata |
|        | font de Franxo        | Tivenys  | font         |         | 40° 54′ 41″ N, 0° 35′ 44″ E / 40.911350912705°N,0.59562022885775°E   |           |                     | Modifica les dades a Wikidata |
|        | font de la Lliberata  | Tivenys  | font         |         | 40° 54′ 37″ N, 0° 36′ 03″ E / 40.9104076374866°N,0.600739274385784°E |           |                     | Modifica les dades a Wikidata |
|        | font de la Murta      | Tivenys  | font         |         | 40° 53′ 34″ N, 0° 33′ 22″ E / 40.8926455126621°N,0.556158183286081°E |           |                     | Modifica les dades a Wikidata |
|        | font del Frare        | Tivenys  | font         |         | 40° 54′ 48″ N, 0° 31′ 06″ E / 40.913316338853°N,0.51837334399601°E   |           |                     | Modifica les dades a Wikidata |
|        | font del Quinxà       | Tivenys  | font         |         | 40° 54′ 08″ N, 0° 35′ 16″ E / 40.902177070229°N,0.58764282932981°E   |           |                     | Modifica les dades a Wikidata |
|        | fonteta dels Manadors | Tivenys  | font         |         | 40° 53′ 59″ N, 0° 36′ 11″ E / 40.8998210142484°N,0.603187618675532°E |           |                     | Modifica les dades a Wikidata |

## granja
| imatge | Nom                         | Ubicat a | instància de | Detalls | coordenades                                                          | Protecció | Commons (més fotos) | Dades a WD                    |
| ------ | --------------------------- | -------- | ------------ | ------- | -------------------------------------------------------------------- | --------- | ------------------- | ----------------------------- |
|        | Granges de Fonts            | Tivenys  | granja       |         | 40° 54′ 09″ N, 0° 31′ 02″ E / 40.902531483459°N,0.517200402629352°E  |           |                     | Modifica les dades a Wikidata |
|        | Granges de l'Agno           | Tivenys  | granja       |         | 40° 54′ 47″ N, 0° 30′ 36″ E / 40.9130605003758°N,0.51008608464379°E  |           |                     | Modifica les dades a Wikidata |
|        | Granja de Betet             | Tivenys  | granja       |         | 40° 54′ 13″ N, 0° 30′ 46″ E / 40.9035191481811°N,0.512877838934037°E |           |                     | Modifica les dades a Wikidata |
|        | Granja de Gaspar            | Tivenys  | granja       |         | 40° 54′ 08″ N, 0° 30′ 57″ E / 40.9022755590796°N,0.515773556415631°E |           |                     | Modifica les dades a Wikidata |
|        | Granja de Joaquín del Blanc | Tivenys  | granja       |         | 40° 54′ 08″ N, 0° 30′ 53″ E / 40.9022797998368°N,0.514716855445221°E |           |                     | Modifica les dades a Wikidata |
|        | Granja de Nel·lo            | Tivenys  | granja       |         | 40° 54′ 55″ N, 0° 30′ 27″ E / 40.9154083219581°N,0.507445115753431°E |           |                     | Modifica les dades a Wikidata |
|        | Granja de Porres            | Tivenys  | granja       |         | 40° 55′ 15″ N, 0° 30′ 30″ E / 40.9208670521687°N,0.508296767027783°E |           |                     | Modifica les dades a Wikidata |
|        | Granja dels Carrascos       | Tivenys  | granja       |         | 40° 54′ 20″ N, 0° 31′ 22″ E / 40.9056064865367°N,0.522807567431898°E |           |                     | Modifica les dades a Wikidata |

## masia
| imatge | Nom                            | Ubicat a | instància de | Detalls | coordenades                                                          | Protecció | Commons (més fotos) | Dades a WD                    |
| ------ | ------------------------------ | -------- | ------------ | ------- | -------------------------------------------------------------------- | --------- | ------------------- | ----------------------------- |
|        | Casa Tabaré                    | Tivenys  | masia        |         | 40° 55′ 02″ N, 0° 31′ 07″ E / 40.9171622373434°N,0.518600054077501°E |           |                     | Modifica les dades a Wikidata |
|        | Casa de Benet i Zep            | Tivenys  | masia        |         | 40° 55′ 01″ N, 0° 30′ 13″ E / 40.9168998318349°N,0.5035300501079°E   |           |                     | Modifica les dades a Wikidata |
|        | Casa de Pep                    | Tivenys  | masia        |         | 40° 56′ 08″ N, 0° 33′ 57″ E / 40.9354299580701°N,0.5659596422324°E   |           |                     | Modifica les dades a Wikidata |
|        | Casa de Porres                 | Tivenys  | masia        |         | 40° 55′ 04″ N, 0° 30′ 28″ E / 40.9176585162353°N,0.507788004971851°E |           |                     | Modifica les dades a Wikidata |
|        | Casa de la Pepa                | Tivenys  | masia        |         | 40° 53′ 34″ N, 0° 34′ 04″ E / 40.89275306524°N,0.5678071934388°E     |           |                     | Modifica les dades a Wikidata |
|        | Casa del Moreno                | Tivenys  | masia        |         | 40° 55′ 39″ N, 0° 35′ 38″ E / 40.927526729556°N,0.59384607141114°E   |           |                     | Modifica les dades a Wikidata |
|        | Casa del Rotxo                 | Tivenys  | masia        |         | 40° 54′ 00″ N, 0° 29′ 48″ E / 40.8999644372699°N,0.496795520973747°E |           |                     | Modifica les dades a Wikidata |
|        | Caseta d'Alfonso               | Tivenys  | masia        |         | 40° 54′ 05″ N, 0° 32′ 13″ E / 40.9012732371232°N,0.537060342282602°E |           |                     | Modifica les dades a Wikidata |
|        | Caseta d'Enriquet de Maixents  | Tivenys  | masia        |         | 40° 54′ 02″ N, 0° 30′ 33″ E / 40.9005538874279°N,0.509035960629938°E |           |                     | Modifica les dades a Wikidata |
|        | Caseta de Benito de les Perles | Tivenys  | masia        |         | 40° 53′ 50″ N, 0° 31′ 31″ E / 40.8972808568534°N,0.525183815395148°E |           |                     | Modifica les dades a Wikidata |
|        | Caseta de Berta de Porres      | Tivenys  | masia        |         | 40° 55′ 07″ N, 0° 30′ 16″ E / 40.9185688937555°N,0.50448839453364°E  |           |                     | Modifica les dades a Wikidata |
|        | Caseta de Caparró              | Tivenys  | masia        |         | 40° 56′ 05″ N, 0° 32′ 59″ E / 40.9346731597257°N,0.54979891575019°E  |           |                     | Modifica les dades a Wikidata |
|        | Caseta de Cisco Blanc          | Tivenys  | masia        |         | 40° 55′ 39″ N, 0° 32′ 45″ E / 40.9276287299278°N,0.545950253845385°E |           |                     | Modifica les dades a Wikidata |
|        | Caseta de Falló                | Tivenys  | masia        |         | 40° 55′ 06″ N, 0° 30′ 15″ E / 40.9182541648824°N,0.504096518693364°E |           |                     | Modifica les dades a Wikidata |
|        | Caseta de Fesol                | Tivenys  | masia        |         | 40° 53′ 57″ N, 0° 31′ 04″ E / 40.8992089217522°N,0.517668970493486°E |           |                     | Modifica les dades a Wikidata |
|        | Caseta de Govern               | Tivenys  | masia        |         | 40° 53′ 53″ N, 0° 34′ 33″ E / 40.8981574396745°N,0.575755353309523°E |           |                     | Modifica les dades a Wikidata |
|        | Caseta de Jesús Surdo          | Tivenys  | masia        |         | 40° 54′ 03″ N, 0° 30′ 37″ E / 40.900959048152°N,0.510279078602085°E  |           |                     | Modifica les dades a Wikidata |
|        | Caseta de José Surdo           | Tivenys  | masia        |         | 40° 54′ 01″ N, 0° 30′ 27″ E / 40.9001968136008°N,0.507518021672164°E |           |                     | Modifica les dades a Wikidata |
|        | Caseta de Mitjana              | Tivenys  | masia        |         | 40° 54′ 34″ N, 0° 31′ 29″ E / 40.9095555397818°N,0.52466656567222°E  |           |                     | Modifica les dades a Wikidata |
|        | Caseta de Mossito              | Tivenys  | masia        |         | 40° 55′ 32″ N, 0° 31′ 39″ E / 40.9255948064037°N,0.527487936015442°E |           |                     | Modifica les dades a Wikidata |
|        | Caseta de Pallejà              | Tivenys  | masia        |         | 40° 53′ 46″ N, 0° 36′ 05″ E / 40.8962348466585°N,0.601394146292977°E |           |                     | Modifica les dades a Wikidata |
|        | Caseta de Pedro Pepon          | Tivenys  | masia        |         | 40° 54′ 45″ N, 0° 31′ 31″ E / 40.9124145570996°N,0.525260383720936°E |           |                     | Modifica les dades a Wikidata |
|        | Caseta de Pelana               | Tivenys  | masia        |         | 40° 54′ 40″ N, 0° 31′ 41″ E / 40.911213118435°N,0.52803597036143°E   |           |                     | Modifica les dades a Wikidata |
|        | Caseta de Pepet de Barberà     | Tivenys  | masia        |         | 40° 55′ 17″ N, 0° 33′ 07″ E / 40.9213055441568°N,0.551872277891737°E |           |                     | Modifica les dades a Wikidata |
|        | Caseta de Perdigot             | Tivenys  | masia        |         | 40° 54′ 15″ N, 0° 35′ 47″ E / 40.9041999293229°N,0.596333796923328°E |           |                     | Modifica les dades a Wikidata |
|        | Caseta de Pino                 | Tivenys  | masia        |         | 40° 53′ 51″ N, 0° 36′ 11″ E / 40.8974394558397°N,0.603012480091737°E |           |                     | Modifica les dades a Wikidata |
|        | Caseta de Rabasseta            | Tivenys  | masia        |         | 40° 54′ 02″ N, 0° 34′ 30″ E / 40.9006895572292°N,0.574950586077103°E |           |                     | Modifica les dades a Wikidata |
|        | Caseta de Ramoncito            | Tivenys  | masia        |         | 40° 54′ 29″ N, 0° 32′ 29″ E / 40.9079382594484°N,0.541265023790327°E |           |                     | Modifica les dades a Wikidata |
|        | Caseta de Santiago la Nena     | Tivenys  | masia        |         | 40° 55′ 35″ N, 0° 31′ 23″ E / 40.9263974605948°N,0.522921522624738°E |           |                     | Modifica les dades a Wikidata |
|        | Caseta de Silo                 | Tivenys  | masia        |         | 40° 55′ 34″ N, 0° 31′ 31″ E / 40.9261213911665°N,0.525164440490983°E |           |                     | Modifica les dades a Wikidata |
|        | Caseta de Tiraveles            | Tivenys  | masia        |         | 40° 56′ 09″ N, 0° 33′ 03″ E / 40.9357873978532°N,0.550945453445283°E |           |                     | Modifica les dades a Wikidata |
|        | Caseta de l'Albanyil           | Tivenys  | masia        |         | 40° 54′ 02″ N, 0° 36′ 09″ E / 40.9006904812705°N,0.602550788921068°E |           |                     | Modifica les dades a Wikidata |
|        | Caseta de la Farana            | Tivenys  | masia        |         | 40° 54′ 05″ N, 0° 30′ 28″ E / 40.9015002308579°N,0.50781332305113°E  |           |                     | Modifica les dades a Wikidata |
|        | Caseta de la Lliberata         | Tivenys  | masia        |         | 40° 54′ 25″ N, 0° 35′ 09″ E / 40.9069463579272°N,0.585952974966052°E |           |                     | Modifica les dades a Wikidata |
|        | Caseta de la Salera            | Tivenys  | masia        |         | 40° 55′ 38″ N, 0° 31′ 35″ E / 40.927120643621°N,0.526397840199606°E  |           |                     | Modifica les dades a Wikidata |
|        | Caseta del Guarda del Canal    | Tivenys  | masia        |         | 40° 55′ 18″ N, 0° 29′ 50″ E / 40.9217146041383°N,0.497114546920089°E |           |                     | Modifica les dades a Wikidata |
|        | Caseta del Petit               | Tivenys  | masia        |         | 40° 56′ 00″ N, 0° 33′ 01″ E / 40.9334152479508°N,0.550368001494963°E |           |                     | Modifica les dades a Wikidata |
|        | Caseta del Pi de l'Era         | Tivenys  | masia        |         | 40° 54′ 13″ N, 0° 35′ 35″ E / 40.9035883579163°N,0.592925060859482°E |           |                     | Modifica les dades a Wikidata |
|        | Caseta del Porter              | Tivenys  | masia        |         | 40° 55′ 17″ N, 0° 33′ 19″ E / 40.9214148388215°N,0.555323792022426°E |           |                     | Modifica les dades a Wikidata |
|        | Caseta del Ros de la Pava      | Tivenys  | masia        |         | 40° 54′ 39″ N, 0° 35′ 51″ E / 40.9109427056337°N,0.597454868489112°E |           |                     | Modifica les dades a Wikidata |
|        | Caseta del Silo                | Tivenys  | masia        |         | 40° 54′ 03″ N, 0° 30′ 39″ E / 40.9007548360797°N,0.510832806057804°E |           |                     | Modifica les dades a Wikidata |
|        | Caseta del Surdo               | Tivenys  | masia        |         | 40° 53′ 58″ N, 0° 30′ 57″ E / 40.8994503542095°N,0.515914937918758°E |           |                     | Modifica les dades a Wikidata |
|        | Hort de Natxer                 | Tivenys  | masia        |         | 40° 54′ 07″ N, 0° 30′ 44″ E / 40.9019406245717°N,0.512355320074738°E |           |                     | Modifica les dades a Wikidata |
|        | Mas d'Albert la Martina        | Tivenys  | masia        |         | 40° 54′ 20″ N, 0° 32′ 15″ E / 40.9055776675917°N,0.53743478827668°E  |           |                     | Modifica les dades a Wikidata |
|        | Mas d'Enriqueta de Cotna       | Tivenys  | masia        |         | 40° 54′ 43″ N, 0° 32′ 12″ E / 40.9119765716807°N,0.536769807329779°E |           |                     | Modifica les dades a Wikidata |
|        | Mas de Babau                   | Tivenys  | masia        |         | 40° 53′ 57″ N, 0° 35′ 42″ E / 40.8992890250617°N,0.594944734276246°E |           |                     | Modifica les dades a Wikidata |
|        | Mas de Balada                  | Tivenys  | masia        |         | 40° 54′ 52″ N, 0° 30′ 45″ E / 40.9144262295605°N,0.512433246051886°E |           |                     | Modifica les dades a Wikidata |
|        | Mas de Barés                   | Tivenys  | masia        |         | 40° 54′ 09″ N, 0° 30′ 38″ E / 40.9025149686486°N,0.510588705938507°E |           |                     | Modifica les dades a Wikidata |
|        | Mas de Batista                 | Tivenys  | masia        |         | 40° 54′ 58″ N, 0° 33′ 11″ E / 40.916198398777°N,0.553141328147885°E  |           |                     | Modifica les dades a Wikidata |
|        | Mas de Benito de les Perles    | Tivenys  | masia        |         | 40° 54′ 03″ N, 0° 32′ 39″ E / 40.9008368073381°N,0.54404483877383°E  |           |                     | Modifica les dades a Wikidata |
|        | Mas de Berès                   | Tivenys  | masia        |         | 40° 53′ 30″ N, 0° 33′ 17″ E / 40.8916513019472°N,0.554722981032391°E |           |                     | Modifica les dades a Wikidata |
|        | Mas de Betet                   | Tivenys  | masia        |         | 40° 54′ 17″ N, 0° 30′ 37″ E / 40.9047667613283°N,0.510171808637548°E |           |                     | Modifica les dades a Wikidata |
|        | Mas de Bleda                   | Tivenys  | masia        |         | 40° 53′ 59″ N, 0° 34′ 26″ E / 40.8996063035615°N,0.573981150043567°E |           |                     | Modifica les dades a Wikidata |
|        | Mas de Boret                   | Tivenys  | masia        |         | 40° 54′ 38″ N, 0° 31′ 54″ E / 40.9104269223488°N,0.531698327381413°E |           |                     | Modifica les dades a Wikidata |
|        | Mas de Calderero               | Tivenys  | masia        |         | 40° 55′ 41″ N, 0° 31′ 41″ E / 40.9279662850053°N,0.52802890966462°E  |           |                     | Modifica les dades a Wikidata |
|        | Mas de Casteles                | Tivenys  | masia        |         | 40° 54′ 41″ N, 0° 36′ 03″ E / 40.9114279005126°N,0.600856720937173°E |           |                     | Modifica les dades a Wikidata |
|        | Mas de Degà                    | Tivenys  | masia        |         | 40° 53′ 47″ N, 0° 29′ 46″ E / 40.896401004527°N,0.496122762294122°E  |           |                     | Modifica les dades a Wikidata |
|        | Mas de Fesol                   | Tivenys  | masia        |         | 40° 53′ 58″ N, 0° 34′ 17″ E / 40.8995530974637°N,0.571454605076671°E |           |                     | Modifica les dades a Wikidata |
|        | Mas de Fonda                   | Tivenys  | masia        |         | 40° 55′ 11″ N, 0° 31′ 40″ E / 40.9195923445651°N,0.527735508946593°E |           |                     | Modifica les dades a Wikidata |
|        | Mas de Fonts                   | Tivenys  | masia        |         | 40° 54′ 52″ N, 0° 30′ 27″ E / 40.9144093407231°N,0.507482660049705°E |           |                     | Modifica les dades a Wikidata |
|        | Mas de Franxo                  | Tivenys  | masia        |         | 40° 54′ 44″ N, 0° 35′ 47″ E / 40.9121160163999°N,0.596272550903557°E |           |                     | Modifica les dades a Wikidata |
|        | Mas de Fèlix                   | Tivenys  | masia        |         | 40° 54′ 01″ N, 0° 34′ 32″ E / 40.9003627667673°N,0.575686659290177°E |           |                     | Modifica les dades a Wikidata |
|        | Mas de Fèlix Sabater           | Tivenys  | masia        |         | 40° 54′ 44″ N, 0° 30′ 35″ E / 40.9120913646906°N,0.509837513335066°E |           |                     | Modifica les dades a Wikidata |
|        | Mas de Gambell                 | Tivenys  | masia        |         | 40° 54′ 50″ N, 0° 32′ 59″ E / 40.9138444857632°N,0.549606789038314°E |           |                     | Modifica les dades a Wikidata |
|        | Mas de Gasparet                | Tivenys  | masia        |         | 40° 55′ 02″ N, 0° 32′ 48″ E / 40.9172564343172°N,0.546559722975455°E |           |                     | Modifica les dades a Wikidata |
|        | Mas de Jaume de Marc           | Tivenys  | masia        |         | 40° 54′ 50″ N, 0° 32′ 37″ E / 40.9138864320495°N,0.54353794156215°E  |           |                     | Modifica les dades a Wikidata |
|        | Mas de Joanito de la Fonda     | Tivenys  | masia        |         | 40° 54′ 00″ N, 0° 35′ 48″ E / 40.8999026611197°N,0.596726877046947°E |           |                     | Modifica les dades a Wikidata |
|        | Mas de Juanito Salero          | Tivenys  | masia        |         | 40° 53′ 57″ N, 0° 32′ 34″ E / 40.8991979806366°N,0.54279971043008°E  |           |                     | Modifica les dades a Wikidata |
|        | Mas de Juanito de la Mina      | Tivenys  | masia        |         | 40° 54′ 25″ N, 0° 32′ 21″ E / 40.9068746671769°N,0.539119973442829°E |           |                     | Modifica les dades a Wikidata |
|        | Mas de Lilo                    | Tivenys  | masia        |         | 40° 54′ 46″ N, 0° 32′ 39″ E / 40.912709293328°N,0.544092083697017°E  |           |                     | Modifica les dades a Wikidata |
|        | Mas de Mancebo                 | Tivenys  | masia        |         | 40° 55′ 45″ N, 0° 32′ 31″ E / 40.9292455255056°N,0.541935648386877°E |           |                     | Modifica les dades a Wikidata |
|        | Mas de Manolo                  | Tivenys  | masia        |         | 40° 55′ 14″ N, 0° 34′ 45″ E / 40.920423977166°N,0.57921635326396°E   |           |                     | Modifica les dades a Wikidata |
|        | Mas de Marianes                | Tivenys  | masia        |         | 40° 55′ 44″ N, 0° 31′ 55″ E / 40.9287727543497°N,0.532036686535371°E |           |                     | Modifica les dades a Wikidata |
|        | Mas de Maso                    | Tivenys  | masia        |         | 40° 56′ 17″ N, 0° 30′ 52″ E / 40.9379243203724°N,0.514449528849753°E |           |                     | Modifica les dades a Wikidata |
|        | Mas de Pastera                 | Tivenys  | masia        |         | 40° 54′ 01″ N, 0° 34′ 24″ E / 40.9003500937654°N,0.57337227910965°E  |           |                     | Modifica les dades a Wikidata |
|        | Mas de Pataquil                | Tivenys  | masia        |         | 40° 55′ 11″ N, 0° 33′ 09″ E / 40.9196721294412°N,0.552573800917504°E |           |                     | Modifica les dades a Wikidata |
|        | Mas de Paulino                 | Tivenys  | masia        |         | 40° 55′ 00″ N, 0° 30′ 31″ E / 40.9165422370029°N,0.508649247830374°E |           |                     | Modifica les dades a Wikidata |
|        | Mas de Perdigot                | Tivenys  | masia        |         | 40° 54′ 30″ N, 0° 35′ 38″ E / 40.908231087832°N,0.593979472523161°E  |           |                     | Modifica les dades a Wikidata |
|        | Mas de Perla                   | Tivenys  | masia        |         | 40° 53′ 46″ N, 0° 31′ 41″ E / 40.8962138903085°N,0.527930006398795°E |           |                     | Modifica les dades a Wikidata |
|        | Mas de Rafel de França         | Tivenys  | masia        |         | 40° 54′ 19″ N, 0° 31′ 40″ E / 40.9053596629527°N,0.527672360034903°E |           |                     | Modifica les dades a Wikidata |
|        | Mas de Rata                    | Tivenys  | masia        |         | 40° 53′ 42″ N, 0° 29′ 56″ E / 40.894880906167°N,0.49888413734661°E   |           |                     | Modifica les dades a Wikidata |
|        | Mas de Reverté                 | Tivenys  | masia        |         | 40° 54′ 45″ N, 0° 30′ 40″ E / 40.9123970115509°N,0.511060837392866°E |           |                     | Modifica les dades a Wikidata |
|        | Mas de Rufino l'Amparo         | Tivenys  | masia        |         | 40° 54′ 13″ N, 0° 33′ 39″ E / 40.9037000559856°N,0.560962677980135°E |           |                     | Modifica les dades a Wikidata |
|        | Mas de Solsona                 | Tivenys  | masia        |         | 40° 55′ 35″ N, 0° 35′ 39″ E / 40.9262845051481°N,0.594120083061267°E |           |                     | Modifica les dades a Wikidata |
|        | Mas de Tanaro                  | Tivenys  | masia        |         | 40° 54′ 08″ N, 0° 32′ 46″ E / 40.902200645784°N,0.54609278770546°E   |           |                     | Modifica les dades a Wikidata |
|        | Mas de Tavernes                | Tivenys  | masia        |         | 40° 54′ 53″ N, 0° 36′ 14″ E / 40.9146774989655°N,0.603790692413641°E |           |                     | Modifica les dades a Wikidata |
|        | Mas de Teresa de Cotna         | Tivenys  | masia        |         | 40° 55′ 01″ N, 0° 32′ 43″ E / 40.9168261670375°N,0.54538824997877°E  |           |                     | Modifica les dades a Wikidata |
|        | Mas de Tontaina                | Tivenys  | masia        |         | 40° 54′ 02″ N, 0° 35′ 36″ E / 40.9004426669776°N,0.593252849439698°E |           |                     | Modifica les dades a Wikidata |
|        | Mas de Victoriano              | Tivenys  | masia        |         | 40° 54′ 06″ N, 0° 33′ 27″ E / 40.901743151799°N,0.557449502218167°E  |           |                     | Modifica les dades a Wikidata |
|        | Mas de Victòria                | Tivenys  | masia        |         | 40° 55′ 07″ N, 0° 33′ 00″ E / 40.9187236381855°N,0.549901476782993°E |           |                     | Modifica les dades a Wikidata |
|        | Mas de Xim                     | Tivenys  | masia        |         | 40° 54′ 55″ N, 0° 30′ 20″ E / 40.9151959989456°N,0.505541451672433°E |           |                     | Modifica les dades a Wikidata |
|        | Mas de l'Estranger             | Tivenys  | masia        |         | 40° 55′ 00″ N, 0° 30′ 29″ E / 40.9166258447536°N,0.507933677549613°E |           |                     | Modifica les dades a Wikidata |
|        | Mas de la Taia                 | Tivenys  | masia        |         | 40° 55′ 13″ N, 0° 34′ 44″ E / 40.9202727441289°N,0.578877511779277°E |           |                     | Modifica les dades a Wikidata |
|        | Mas del Bufador de Pepon       | Tivenys  | masia        |         | 40° 53′ 55″ N, 0° 33′ 49″ E / 40.8987368566259°N,0.563507370637561°E |           |                     | Modifica les dades a Wikidata |
|        | Mas del Canterer               | Tivenys  | masia        |         | 40° 53′ 56″ N, 0° 34′ 21″ E / 40.8987820607767°N,0.572479961241958°E |           |                     | Modifica les dades a Wikidata |
|        | Mas del Capblanc               | Tivenys  | masia        |         | 40° 53′ 52″ N, 0° 34′ 11″ E / 40.8978025412759°N,0.569595641021171°E |           |                     | Modifica les dades a Wikidata |
|        | Mas del Coent                  | Tivenys  | masia        |         | 40° 55′ 16″ N, 0° 29′ 55″ E / 40.9211859870545°N,0.498488208383096°E |           |                     | Modifica les dades a Wikidata |
|        | Mas del Doro                   | Tivenys  | masia        |         | 40° 53′ 43″ N, 0° 32′ 09″ E / 40.8953542438102°N,0.535736903680055°E |           |                     | Modifica les dades a Wikidata |
|        | Mas del Fesolet                | Tivenys  | masia        |         | 40° 54′ 48″ N, 0° 30′ 44″ E / 40.913457866279°N,0.51222022701988°E   |           |                     | Modifica les dades a Wikidata |
|        | Mas del Florentí               | Tivenys  | masia        |         | 40° 54′ 49″ N, 0° 32′ 30″ E / 40.9137397283009°N,0.541726752431224°E |           |                     | Modifica les dades a Wikidata |
|        | Mas del Joano                  | Tivenys  | masia        |         | 40° 54′ 18″ N, 0° 30′ 37″ E / 40.9050416259173°N,0.510387056616696°E |           |                     | Modifica les dades a Wikidata |
|        | Mas del Melaco                 | Tivenys  | masia        |         | 40° 54′ 22″ N, 0° 34′ 33″ E / 40.9061752026801°N,0.575818566480812°E |           |                     | Modifica les dades a Wikidata |
|        | Mas del Monllau                | Tivenys  | masia        |         | 40° 55′ 33″ N, 0° 31′ 28″ E / 40.9257520437664°N,0.524323193509357°E |           |                     | Modifica les dades a Wikidata |
|        | Mas del Morfí                  | Tivenys  | masia        |         | 40° 54′ 16″ N, 0° 30′ 37″ E / 40.9044779968712°N,0.510147030434568°E |           |                     | Modifica les dades a Wikidata |
|        | Mas del Pelegrí                | Tivenys  | masia        |         | 40° 53′ 55″ N, 0° 34′ 39″ E / 40.8985806148309°N,0.577461142626143°E |           |                     | Modifica les dades a Wikidata |
|        | Mas del Pento                  | Tivenys  | masia        |         | 40° 55′ 14″ N, 0° 31′ 37″ E / 40.9206408480866°N,0.527067064752702°E |           |                     | Modifica les dades a Wikidata |
|        | Mas del Seguerol de Sorra      | Tivenys  | masia        |         | 40° 55′ 09″ N, 0° 32′ 00″ E / 40.9191180891111°N,0.53334598499864°E  |           |                     | Modifica les dades a Wikidata |
|        | Mas del Sepiano                | Tivenys  | masia        |         | 40° 53′ 56″ N, 0° 34′ 26″ E / 40.8990207844058°N,0.573978813990139°E |           |                     | Modifica les dades a Wikidata |
|        | Mas dels Caboris               | Tivenys  | masia        |         | 40° 54′ 56″ N, 0° 33′ 47″ E / 40.9155362860409°N,0.563127783487511°E |           |                     | Modifica les dades a Wikidata |
|        | Mas dels Manuels               | Tivenys  | masia        |         | 40° 55′ 17″ N, 0° 30′ 05″ E / 40.9212781048006°N,0.501489018746428°E |           |                     | Modifica les dades a Wikidata |
|        | Mas dels Murters               | Tivenys  | masia        |         | 40° 53′ 50″ N, 0° 33′ 26″ E / 40.8971597415452°N,0.557084033905371°E |           |                     | Modifica les dades a Wikidata |
|        | Mas i Corral de Fèlix          | Tivenys  | masia        |         | 40° 55′ 19″ N, 0° 31′ 52″ E / 40.9220078795439°N,0.531172265976309°E |           |                     | Modifica les dades a Wikidata |
|        | Mas i Corral del Sagaló        | Tivenys  | masia        |         | 40° 56′ 03″ N, 0° 32′ 55″ E / 40.9341281881535°N,0.548738254284381°E |           |                     | Modifica les dades a Wikidata |
|        | Xalet de Rabassa               | Tivenys  | masia        |         | 40° 54′ 46″ N, 0° 30′ 46″ E / 40.9128872136286°N,0.512906528108006°E |           |                     | Modifica les dades a Wikidata |
|        | los Corrals                    | Tivenys  | masia        |         | 40° 55′ 00″ N, 0° 32′ 21″ E / 40.9165606151074°N,0.539271169370377°E |           |                     | Modifica les dades a Wikidata |

## muntanya
| imatge | Nom                        | Ubicat a                    | instància de | Detalls | coordenades                                                             | Protecció | Commons (més fotos) | Dades a WD                    |
| ------ | -------------------------- | --------------------------- | ------------ | ------- | ----------------------------------------------------------------------- | --------- | ------------------- | ----------------------------- |
|        | Coll de Serra Mala         | Tivenys                     | muntanya     |         | 40° 55′ 33″ N, 0° 34′ 32″ E / 40.92597222°N,0.57544444°E 600.7 msnm     |           |                     | Modifica les dades a Wikidata |
|        | Creu de Santos             | Tivenys Benifallet Rasquera | muntanya     |         | 40° 56′ 26″ N, 0° 35′ 10″ E / 40.9406887493°N,0.586018857692°E 942 msnm |           | La Creu de Santos   | Modifica les dades a Wikidata |
|        | Mola del Boix              | Tivenys el Perelló          | muntanya     |         | 40° 55′ 22″ N, 0° 36′ 50″ E / 40.9227°N,0.613917°E 714.9 msnm           |           |                     | Modifica les dades a Wikidata |
|        | Paller del Bueno           | Tivenys                     | muntanya     |         | 40° 54′ 26″ N, 0° 35′ 19″ E / 40.90736111°N,0.58852778°E 491.6 msnm     |           |                     | Modifica les dades a Wikidata |
|        | Punt Rodó                  | Tivenys                     | muntanya     |         | 40° 55′ 44″ N, 0° 30′ 24″ E / 40.929°N,0.506558°E 228.3 msnm            |           |                     | Modifica les dades a Wikidata |
|        | Punta Redona               | Tivenys                     | muntanya     |         | 40° 55′ 39″ N, 0° 32′ 15″ E / 40.92755556°N,0.53758333°E 246.1 msnm     |           |                     | Modifica les dades a Wikidata |
|        | Punta de l'Agulla          | Tivenys Benifallet          | muntanya     |         | 40° 56′ 52″ N, 0° 33′ 09″ E / 40.94780556°N,0.55238889°E 720.3 msnm     |           |                     | Modifica les dades a Wikidata |
|        | Punta de la Barca          | Tivenys                     | muntanya     |         | 40° 56′ 03″ N, 0° 34′ 56″ E / 40.9342°N,0.582194°E 712.7 msnm           |           |                     | Modifica les dades a Wikidata |
|        | Punta de la Tossa          | Tivenys                     | muntanya     |         | 40° 53′ 59″ N, 0° 34′ 51″ E / 40.89969444°N,0.58086111°E 521 msnm       |           |                     | Modifica les dades a Wikidata |
|        | Punta del Capello          | Tivenys                     | muntanya     |         | 40° 55′ 12″ N, 0° 34′ 52″ E / 40.9199°N,0.581°E 609.6 msnm              |           |                     | Modifica les dades a Wikidata |
|        | Punta del Pollo            | Tivenys el Perelló          | muntanya     |         | 40° 55′ 33″ N, 0° 36′ 32″ E / 40.92588889°N,0.60884444°E 693 msnm       |           |                     | Modifica les dades a Wikidata |
|        | Puntes d'Aran              | Tivenys                     | muntanya     |         | 40° 56′ 07″ N, 0° 33′ 27″ E / 40.93536111°N,0.55761111°E 478.4 msnm     |           |                     | Modifica les dades a Wikidata |
|        | Roca Foradada del Passador | Tivenys                     | muntanya     |         | 40° 54′ 01″ N, 0° 33′ 08″ E / 40.9002°N,0.552297°E 162.8 msnm           |           |                     | Modifica les dades a Wikidata |
|        | l'Argila                   | Tivenys Benifallet          | muntanya     |         | 40° 56′ 24″ N, 0° 31′ 22″ E / 40.9401°N,0.522833°E 442.6 msnm           |           |                     | Modifica les dades a Wikidata |

## pont
| imatge | Nom               | Ubicat a | instància de | Detalls | coordenades                                                          | Protecció | Commons (més fotos) | Dades a WD                    |
| ------ | ----------------- | -------- | ------------ | ------- | -------------------------------------------------------------------- | --------- | ------------------- | ----------------------------- |
|        | Pont d'Una Barana | Tivenys  | pont         |         | 40° 55′ 24″ N, 0° 29′ 40″ E / 40.9233747689096°N,0.49434437256846°E  |           |                     | Modifica les dades a Wikidata |
|        | Pont de Tanaro    | Tivenys  | pont         |         | 40° 54′ 11″ N, 0° 30′ 42″ E / 40.9031800860165°N,0.511774635513051°E |           |                     | Modifica les dades a Wikidata |
|        | Pont del Parc     | Tivenys  | pont         |         | 40° 54′ 29″ N, 0° 30′ 39″ E / 40.9081480846337°N,0.510757241081619°E |           |                     | Modifica les dades a Wikidata |

## serra
| imatge | Nom             | Ubicat a           | instància de | Detalls | coordenades                                                         | Protecció | Commons (més fotos)         | Dades a WD                    |
| ------ | --------------- | ------------------ | ------------ | ------- | ------------------------------------------------------------------- | --------- | --------------------------- | ----------------------------- |
|        | Serra del Boix  | el Perelló Tivenys | serra        |         | 40° 55′ 00″ N, 0° 36′ 44″ E / 40.91677778°N,0.61230556°E 715 msnm   |           | Serra del Boix (el Perelló) | Modifica les dades a Wikidata |
|        | Serra del Surdo | Tivenys            | serra        |         | 40° 54′ 20″ N, 0° 35′ 27″ E / 40.90547222°N,0.59088889°E 497.3 msnm |           |                             | Modifica les dades a Wikidata |
|        | Set Serres      | Benifallet Tivenys | serra        |         | 40° 56′ 25″ N, 0° 31′ 41″ E / 40.9404°N,0.528167°E 442.6 msnm       |           |                             | Modifica les dades a Wikidata |
|        | serra de Cardó  | Benifallet Tivenys | serra        |         | 40° 56′ 40″ N, 0° 32′ 28″ E / 40.94444444°N,0.54111111°E            |           | Serra de Cardó              | Modifica les dades a Wikidata |

## Misc
| imatge | Nom                           | Ubicat a                                    | instància de                                   | Detalls                                                  | coordenades                                                                                         | Protecció                                            | Commons (més fotos)           | Dades a WD                    |
| ------ | ----------------------------- | ------------------------------------------- | ---------------------------------------------- | -------------------------------------------------------- | --------------------------------------------------------------------------------------------------- | ---------------------------------------------------- | ----------------------------- | ----------------------------- |
|        | Casa Sorra                    | Tivenys                                     | casa                                           |                                                          | 40° 54′ 26″ N, 0° 30′ 42″ E / 40.907343°N,0.511599°E ca:Tortosa, 10                                 | bé integrant del patrimoni cultural català           |                               | Modifica les dades a Wikidata |
|        | Ebre                          | Cantàbria País Basc Navarra Aragó Catalunya | riu                                            | Desemboca: mar Mediterrània Llarg: 910km Conca: 86800km² | 43° 02′ 15″ N, 4° 22′ 12″ O / 43.0375°N,4.37°O 40° 43′ 43″ N, 0° 52′ 09″ E / 40.728527°N,0.869293°E |                                                      | Ebro River                    | Modifica les dades a Wikidata |
|        | Pedrera de la Vall Llarga     | Tivenys                                     | pedrera                                        |                                                          | 40° 55′ 52″ N, 0° 30′ 23″ E / 40.9310579876331°N,0.506393533630015°E                                |                                                      |                               | Modifica les dades a Wikidata |
|        | Tivenys                       | Tivenys                                     | entitat singular de població capital municipal | 937 hab                                                  | 40° 54′ 28″ N, 0° 30′ 44″ E / 40.90787°N,0.51236°E 15 msnm                                          |                                                      |                               | Modifica les dades a Wikidata |
|        | Torre de Tivenys              | Tivenys                                     | torre de defensa                               | Estil: arquitectura gòtica                               | 40° 54′ 29″ N, 0° 30′ 43″ E / 40.908°N,0.511925°E ca:Carrer de Capdevila, 4 13 msnm                 | bé d'interès cultural bé cultural d'interès nacional | Torre de Tivenys              | Modifica les dades a Wikidata |
|        | assut de Xerta i Tivenys      | Tivenys                                     | assut                                          | Estil: arquitectura popular                              | 40° 55′ 29″ N, 0° 29′ 30″ E / 40.924814°N,0.491678°E ca:Ctra. C-12 km 32                            | bé cultural d'interès nacional bé d'interès cultural | Assut de Xerta                | Modifica les dades a Wikidata |
|        | avenc del Pollo               | Tivenys                                     | avenc                                          |                                                          | 40° 55′ 25″ N, 0° 36′ 33″ E / 40.9237252497064°N,0.609211346226477°E                                |                                                      |                               | Modifica les dades a Wikidata |
|        | canal de l'Esquerra de l'Ebre | Baix Ebre                                   | canal                                          | Desemboca: mar Mediterrània                              | 40° 47′ 31″ N, 0° 31′ 23″ E / 40.79199°N,0.5231°E                                                   |                                                      | Canal de l'esquerra de l'Ebre | Modifica les dades a Wikidata |
|        | casa consistorial de Tivenys  | Tivenys                                     | casa consistorial                              |                                                          | 40° 54′ 25″ N, 0° 30′ 42″ E / 40.906993°N,0.5116663°E                                               |                                                      | Ajuntament de Tivenys         | Modifica les dades a Wikidata |
|        | coll de Som                   | Tivenys                                     | collada                                        |                                                          | 40° 55′ 57″ N, 0° 30′ 03″ E / 40.93241111°N,0.50072694°E 189 msnm                                   |                                                      |                               | Modifica les dades a Wikidata |
|        | poblat de l'Assut             | Tivenys                                     | poblat ibèric                                  |                                                          | 40° 55′ 22″ N, 0° 29′ 48″ E / 40.92280766036768°N,0.49654834604663217°E                             | bé cultural d'interès local                          |                               | Modifica les dades a Wikidata |